# Китадзава, Ракутэн
Ракутэн Китадзава (яп. 北澤 楽天 Китадзава Ракутэн, 20 июля 1876 — 25 августа 1955) — японский художник и мангака, считающийся отцом современной манги, первый профессиональный художник-мультипликатор Японии. Его настоящее имя — Ясудзи Китадзава (яп. 北澤 保次 Китадзава Ясудзи). Китадзава прославился тем, что одинаково хорошо рисовал как в европейском, так и в японском стилях.

## Биография
Ракутэн Китадзава родился 20 июля 1876 года в городе Омия, префектура Сайтама. Специфике западной живописи он обучился у Оно Юкихико, а также изучал нихонгу под руководством Иноуэ Сюндзуй. В 1896 году Китадзава работал в американском журнале Box of Curious, был помощником австралийского художника Фрэнка Нанкивелла. В 1899 году благодаря Юкити Фукидзаве познакомился с Дзидзи Симпо, с которым впоследствии некоторое время сотрудничал.

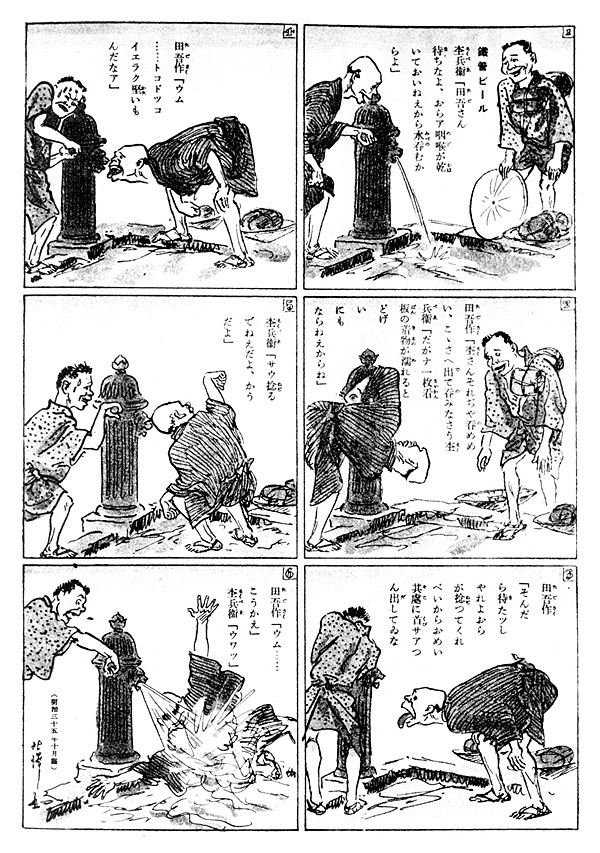
«Тагосаку и Мокубэ осматривают Токио», 1902 г.

Серии комиксов того периода, созданные под впечатлением от американских «Katzenjammer Kids» и «Yellow Kid», включают:
- Тагосаку то Мокубэ но Токё-Кэмбуцу (яп. 田吾作と杢兵衛の東京見物,, «Тагосаку и Мокубэ осматривают Токио»)
- Хаикара Кидоро: но Сиппай (яп. 灰殻木戸郎の失敗,, «Неудачи Кидоро Хаикара»)
- Тямэ то Дэкобо (яп. 茶目と凸坊,, «Игривость и проказы»).

В 1905 году Китадзава начал издавать собственный цветной журнал Tokyo Puck, название которого происходит от американского Puck. Tokyo Puck переводился на английский и китайский языки и выходил не только в Японии, но и в Китае, на Корейском полуострове. Китадзава был редактором данного журнала до 1912 года.
Он воспитал множество молодых аниматоров и мангак, например, Симокава Хэкотэна, сделавшего первый в Японии профессиональный анимационный фильм. Его манга повлияла на творчество Осаму Тэдзуки.
В 1929 году, по рекомендации французского посла, Китадзава провёл персональную выставку работ в Париже, и был награждён Орденом Почётного легиона.

## Манга
- «Тагосаку и Мокубэ осматривают Токио» (яп. 田吾作と杢兵衛の東京見物 Тагосаку то Мокубэ но Токё-Кэмбуцу) — серия 1902 года, повествующая о приключениях двух сельчан, которые приехали поглядеть на Токио. Так как эти люди ничего не знают о современной культуре, они совершают множество забавных ошибок — например, едят куски сахара вместо того, чтобы класть их в кофе. «Тагосаку и Мокубэ осматривают Токио» стал первым продолжительным японским манга-сериалом с постоянными героями по образцу американских комиксов[1][2].
- «Неудачи Кидоро Хайкара» (яп. 灰殻木戸郎の失敗 Haikara Kidorō no Sippai)
- «Игривость и проказы» (яп. 茶目と凸坊 Chame to Dekobō)
- «Тэйно Нукэсаку» (яп. 丁野抜作) — манга 1915 года о Нукэсаку Тэйно, глупом человеке с деревянной головой.
- «Девица Ханэко Тонда» (яп. とんだはね子嬢 тонда ханэко дзё:) — манга 1928 года о девушке, которую привлекает всё западное[2].
- «Небо служащего» (Сарари:ман но тэнгоку) и «Ад служащего» (Сарари:ман но дзигоку) — манги 1918 года о японском служащем[5][6].